# Hylton Castle
Hylton Castle er en middelalderborg i North Hylton-området af Sunderland, Tyne and Wear, England. Oprindeligt opførte familien Hilton (senere Hylton) en borg på stedet i træ kort efter den normanniske erobring af England i 1066, og i slutningen af 1300-tallet begyndte man at genopføre borgen i sten, hvilket blev færdiggjort i begyndelsen af 1400-tallet. Borgen blev kraftigt ombygget i 1700-tallet og forblev sæde for Hylton-familien indtil den sidste baron døde i 1746. Det blev gotiseret men blev forladt indtil 1812, hvor den blev renoveret af en ny ejer. Det stod tomt igen indtil 1840'erne, hvor det kortvarigt blev brugt som skole indtil det blev solgt igen i 1862. Stedet overgik til et lokal kulfirma i begyndelsen af 1900-tallet og blev overtaget af staten i 1950.
Den drives af English Heritage.
Borgens vestfacade er stadig bevaret fra den oprindelig bygning.
Borgen og dets kapel er en listed building af første grad og et Scheduled Ancient Monument.
I februar 2016 blev der annonceret planer om at omdanne borgen til en turistattraktion med £2,9 mio. fra Heritage Lottery Fund og Sunderland Council gav £1,5 mio..